# John Rodgers (mariste)
Pour les articles homonymes, voir John Rodgers.
John Rodgers, né le 9 octobre 1915 en Nouvelle-Zélande et décédé le 19 janvier 1997, est un prêtre mariste, missionnaire et prélat de l'Église catholique, vicaire apostolique du vicariat apostolique des îles Tonga (1953-1966), évêque du diocèse de Tonga (1966-1972), évêque du diocèse de Rarotonga (1973-1977),  jusqu'à son décès en 1997. Il fut également le supérieur de la mission sui juris de Funafuti.

## Biographie
John Rodgers est né le 9 octobre 1915 à Upper Hutt en Nouvelle-Zélande et est ordonné prêtre le 15 décembre 1940 au sein de la Société de Marie.
Le 29 juin 1953, il est nommé vicaire apostolique du vicariat apostolique des îles Tonga et reçoit en conséquence la charge titulaire d'évêque du diocèse de Sbida (it).
Lorsque le vicariat apostolique est élevé au rang de diocèse, Mgr Rodgers devient le premier évêque du diocèse de Tonga le 21 mai 1966.
Il reçoit temporairement la charge titulaire d'évêque du diocèse de Capocilla (it), d'avril 1972 à mars 1973.
Le 1er mars 1973, il est nommé évêque du diocèse de Rarotonga.
Le 21 mars 1977, il devient évêque auxiliaire du diocèse de Wellington et reçoit le siège titulaire d'évêque du diocèse de Nigizubi (it) qu'il conserve jusqu'à sa mort.
Le 7 août 1985, il devient le supérieur de la mission sui juris de Funafuti.
John Rodgers prend sa retraite le 14 juillet 1986 et meurt le 10 janvier 1997.